# Inmigración nicaragüense en Costa Rica
La inmigración nicaragüense en Costa Rica ha sido un fenómeno de larga trayectoria histórica, remontándose incluso al período de la colonia. Se ha dado en todas las épocas, sin embargo, su mayor pico se dio entre 1990 y 2000. Las migraciones nicaragüenses han sido motivadas por los conflictos bélicos en Nicaragua, la situación económica y los desastres naturales que han asolado al país. Según el censo 2011 realizado por el Instituto Nacional de Estadística y Censos (INEC), viven en el país 385 899 personas inmigrantes, que representan un 9% del total de habitantes. Las personas que provienen de Nicaragua continúan siendo las mayoritarias (más de 287.766 habitantes) y representan el 74,6% del total de inmigrantes residentes. Estos datos incluyen la población en estado migratorio irregular que también es contabilizada por el censo. Otro segmento de cerca de 100.000 personas es de migración flotante y llega a Costa Rica a trabajar en zonas fronterizas según los ciclos agrícolas, sin quedarse permanentemente en el país y no es contabilizada en los censos.
Un aspecto importante son los hogares binacionales, aquellos donde uno de los cónyuges es nicaragüense. Según datos del Ministerio de Salud, para el año de 2000 habría unas 295.456 personas viviendo en hogares binacionales. Un 36.8% de personas nacidas de padres nicaragüenses nacieron en Costa Rica, un 62.6% había nacido en Nicaragua y un 70.6% son hijos de padre o madre costarricense.

## Demografía

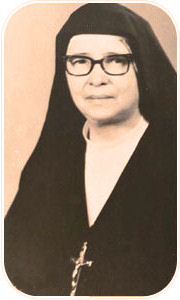
Sor María Romero, beata religiosa nicaragüense

La mayoría de inmigrantes nicaragüenses dejan su país por razones económicas. Nicaragua es el segundo país más pobre de América, después de Haití. A diferencia de otros migrantes como salvadoreños, hondureños, guatemaltecos y colombianos que dejan sus países debido a la violencia, desde el fin de la guerra civil nicaragüense en los ochenta los nicaragüenses no emigran por razones de seguridad, ya que, de hecho, Nicaragua está calificado como uno de los países menos violentos de Centroamérica, incluso por debajo de Costa Rica.
Costa Rica es el destino preferido de los nicaragüenses que dejan su país, por encima de Estados Unidos, a diferencia del resto de centroamericanos que prefieren el país del norte. Se apuntan como posibles razones de esto una serie de facilidades como el idioma, similitudes culturales (la religión mayoritaria es la católica, por ejemplo) y la cercanía que permite a los migrantes nicaragüenses visitar su país de origen en días festivos y celebraciones especiales.
51% de los migrantes son mujeres y 49% hombres. Según el Instituto de Estudios Sociales en Población de la Universidad Nacional de Costa Rica, la mayoría de los nicaragüenses en Costa Rica inmigra en edades comprendidas entre 20 y 40 años, lo que significa que Nicaragua sigue exportando mano de obra vital que puede utilizar para su desarrollo.
La mayor parte de los inmigrantes nicaragüenses emigran para trabajar en labores de mano de obra no calificada (guardas, peones de construcción, jornaleros, recolectores de café, empleadas domésticas, etc.), sin que esto implique que no haya algunos que buscan empleo como técnicos o profesionales calificados. Diferentes estudios denotan que la economía costarricense depende de la mano de obra nicaragüense, especialmente en labores agrícolas y de construcción.
El nivel de escolaridad suele estar por debajo del promedio costarricense: 49 % de los nicaragüenses tienen nivel de escolaridad primaria y el 35 % de secundaria. El 6.5 % es graduado universitario y el 9.5 % ninguno.
En términos generales, el nicaragüense inmigrante de zonas rurales tiende a resentir el contraste cultural en el Valle Central, sin embargo, para 2014, los "nicas" se encuentran distribuidos en zonas rurales y urbanas de Costa Rica, y constituyen una importante fuente de mano de obra al sur de Centroamérica. La población proveniente de Nicaragua de clase media y alta es rápidamente asimilada por la población costarricense.

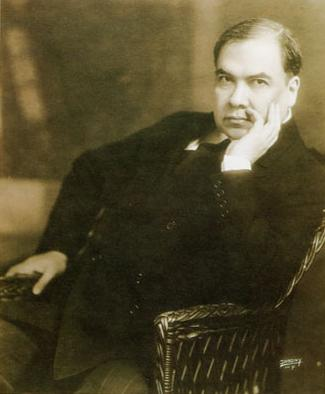
Rubén Darío, poeta nicaragüense radicado en Costa Rica por algún tiempo

La región con mayor cantidad de nicaragüenses es la Zona Norte, donde se calcula que habitan unas 25.000 personas (cerca del 12% de la población), mientras que Valle Central cuenta con 9%.

## Historia
Los grupos migratorios provenientes de Nicaragua se han dado desde el siglo XIX, no obstante existen tres grandes oleadas migratorias; la de los años 20 motivados por el crecimiento económico costarricense, la de 1975-1990 motivado por la guerra civil en Nicaragua (registrando su mayor pico entre 1995-2000 debido a los conflictos políticos, sociales y económicos del país a lo largo de su historia), y la de 1993-2006 provocada por la crisis económica nicaragüense.
La primera se dio por el auge de empleo generado con la construcción del Ferrocarril al Atlántico, la explotación minera en Abangares y la producción bananera. El censo nacional de 1927 contabilizó 10,673 nicaragüense, representando un 24.1% del total de inmigrantes (superior incluso a la comunidad jamaiquina que era un 38.9%) y un 2.3% del total de la población costarricense, en ese momento de 471,524 habitantes. 
Las sucesivas oleadas migratorias siguientes fueron la de los setenta, ochenta y especialmente noventa motivadas por la guerra y las de finales del siglo XX y principios del XXI por la recesión económica en el vecino del norte. El tema llevó a la discusión de una reforma a la Ley de Migración que la hizo mucho más restrictiva y que dificultaba la obtención de la residencia y que incluso fue un tema de campaña, a la misma se opusieron los candidatos Óscar Arias del Partido Liberación Nacional y Ottón Solís del Partido Acción Ciudadana, y la apoyaron Otto Guevara del Movimiento Libertario y Ricardo Toledo del Partido Unidad Social Cristiana en la campaña de 2006.
Las disputas fronterizas entre Costa Rica y Nicaragua en lo que se refiere al Río San Juan e Isla Calero han incrementado sentimientos anti-nicaragüenses en Costa Rica, a pesar de que muchos emigrantes nicaragüenses son críticos del gobierno de Daniel Ortega.

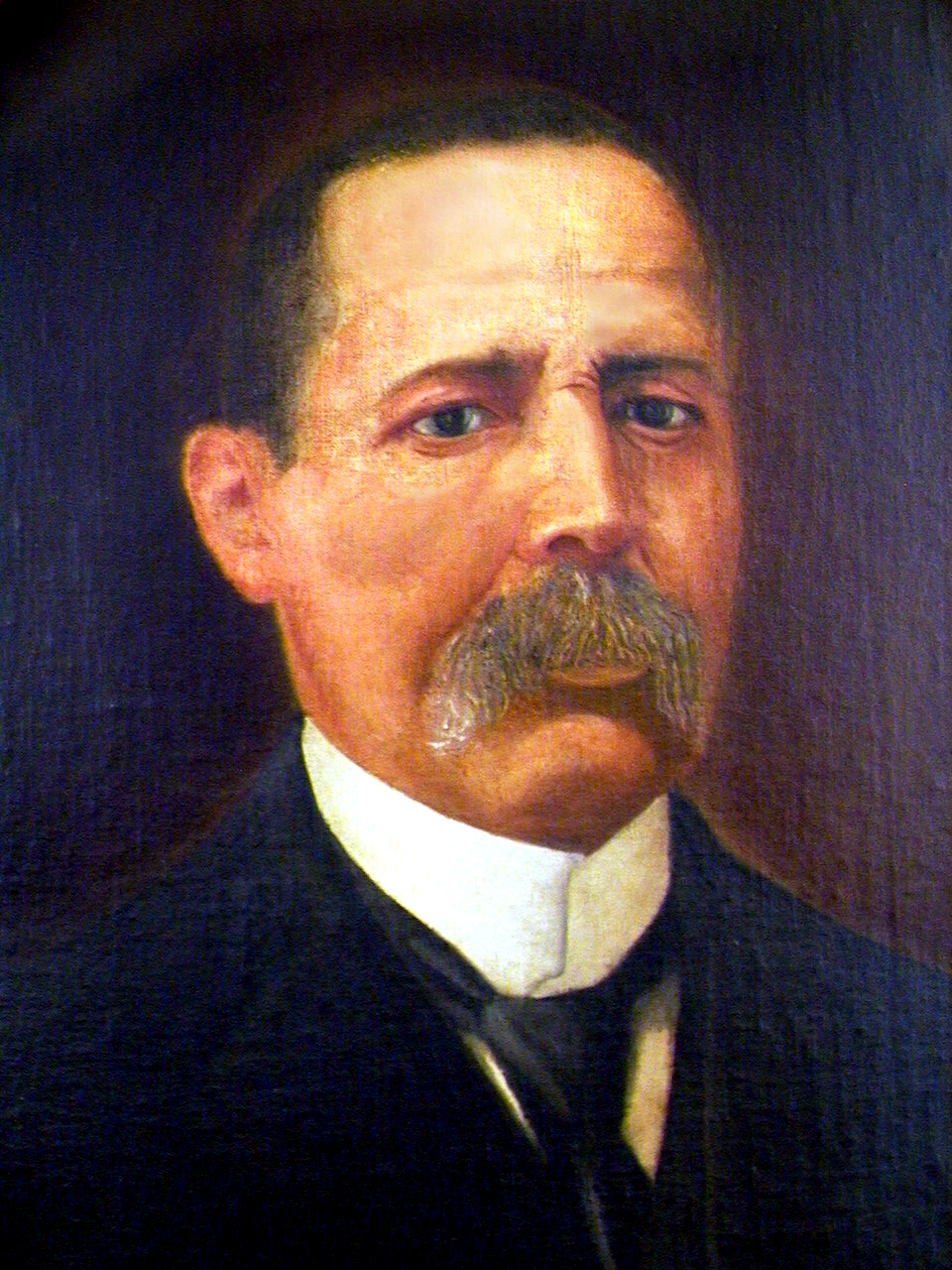
Ascensión Esquivel Ibarra, presidente de Costa Rica nacido en Nicaragua

La región norte se convierte además en un fenómeno interesante. Los lazos familiares y sanguíneos son comunes en algunas áreas fronterizas donde existen comunidades transfronterizas. Esto es particularmente notorio en ciertas áreas de cantones fronterizos como Los Chiles, Upala y Guatuso. Allí los pobladores nicaragüenses pueden llegar a ser mayoritarios en algunas zonas, o bien las relaciones familiares y comerciales entre las comunidades a ambos lados de la frontera se da de manera indiferente a los límites políticos.

## Diferencias culturales
Los nicaragüenses en Costa Rica representan uno de los grupos étnicos más importantes del país y una de las minorías más notorias, siendo superiores en número incluso a algunas minorías étnicas de nativos del país, como los indígenas. Buen número de nicaragüenses mantienen su cultura, costumbres y tradiciones, como lo son sus comidas típicas y fiestas nacionales.
Entre las diferencias culturales más demarcadas se cuenta; diferencias de escolaridad entre los dos pueblos, al menos en lo referente a la población migrante que tiende a tener menores niveles de educación formal. 95% de los costarricenses termina la primaria y 75% la secundaria, estos porcentajes se reducen en los migrantes nicaragüenses a 49 y 35% respectivamente. La cultura nicaragüense es relativamente más conservadora que la costarricense lo cual tiene implicaciones respecto a temas como el uso de anticonceptivos, derechos sexuales y reproductivos, rol de la mujer en la sociedad y relaciones de pareja. Estas diferencias disminuyen notoriamente entre los nicaragüenses de segunda o tercera generación (es decir, nacidos en el territorio hijos o nietos de nicaragüenses emigrados) o que se asimilan en la población costarricense por razones sociales y económicas.

## Integración

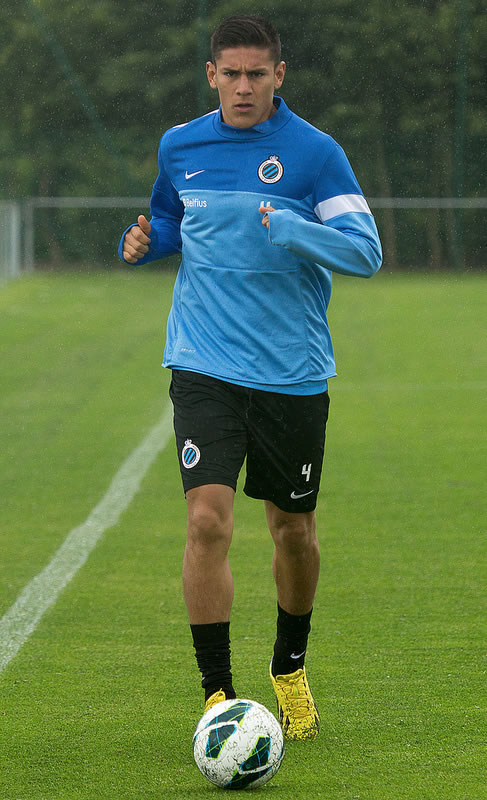
Óscar Duarte, Seleccionado nacional mundialista, originario de Nicaragua

Como en cualquier país con gran cantidad de inmigrantes, en Costa Rica surgen también voces xenofóbicas entre algunos segmentos de la población, especialmente ante momentos de crisis. Algunos de los estereotipos asociados hacia los inmigrantes nicaragüenses han sido probados como falsos, como por ejemplo que tengan un alto nivel de delincuencia, pues estudios del PNUD demuestran que de hecho la comunidad nicaragüense está subrepresentada en cuanto a proporción de delito y población. O el uso abusivo de servicios de salud pública, cuando datos del mismo sistema apuntan a que, al contrario, la población nicaragüense no tiene acceso suficiente a los servicios de salud.
Contrario a ciertos mitos populares, la población nicaragüense no utiliza masivamente los servicios de salud del país. De acuerdo a datos del Ministerio de Salud cerca de la mitad de nicaragüenses residentes en el país no están asegurados, o se encuentran trabajando en condiciones que no cumplen los reglamentos del Ministerio de Trabajo. Los inmigrantes en condición irregular no pueden asegurarse en absoluto ya que uno de los requisitos es tener cédula de residencia. Sólo la mitad de los nicaragüenses están conscientes de las leyes que los cubren y protegen como trabajadores. Esto es particularmente problemático porque muchos laboran en oficios peligrosos o con riesgos de seguridad laboral, uso de pesticidas y maquinaria pesada, por ejemplo.
Por supuesto, también existen movimientos internos costarricenses que se oponen a la xenofobia y que buscan incentivar las buenas relaciones entre las comunidades. A la polémica reforma a la Ley de Migración se opuso la Defensoría de los Habitantes, las Iglesias católica y luterana, los partidos Acción Ciudadana y Liberación Nacional y diversos sectores sociales. También se han creado organizaciones como la Asociación Ticos y Nicas Somos Hermanos.

## Nicaragüenses-costarricenses destacados
Entre los personajes nicaragüenses que han tenido una participación importante en la vida política, cultural y religiosa de Costa Rica cabe mencionar a los siguientes:
- Ascensión Esquivel Ibarra, (1844-1923) abogado, catedrático  y político. Presidente de Costa Rica entre 1902 y 1906. (1844-1923)
- Bárbara Enríquez Díaz Cabeza de Vaca y Palacios, Primera dama (1791-1831)
- Chester Zelaya Goodman, historiador
- Flor Urbina (1971-)
- Hernán Bolaños, futbolista (1912-1992)
- José Sacasa y Méndez, abogado y político (1796-1847)
- José Simeón Guerrero de Arcos y Cervantes, abogado
- Manuel Barberena, abogado
- Manuel Quijano y García, militar célebre por sus crímenes y singular ferocidad (1801-1845).
- María Romero Meneses, religiosa y beata (1902-1977)
- Miguel Ramírez Goyena, científico, botánico y educador.
- Pablo Jirón, músico y maestro organista
- Pedro César, abogado
- Rafael Francisco Osejo, educador y político (1790-1848)

## Flujos Migratorios
| 1990 | 99.153  |
| 1995 | 131.695 |
| 2000 | 230.085 |
| 2005 | 148.064 |
| 2010 | 287.766 |
| 2015 | 292.232 |
| 2020 | 350.854 |